# Championnat d'Europe féminin de football des moins de 19 ans 2013
Cet article traite de l'épreuve féminine. Pour la compétition masculine, voir Championnat d'Europe de football des moins de 19 ans 2013.
Navigation
Édition précédente Édition suivante
La 16e édition du Championnat d'Europe de football féminin des moins de 19 ans  est un tournoi de football féminin qui se tient au pays de Galles. La phase finale du tournoi se déroule du 19 au 31 août 2013. Les joueuses nées après le 1er janvier 1994 peuvent participer à la compétition.

## Qualification

### Premier tour
Les matchs du premier tour de qualification se déroulent en octobre 2012. 40 équipes y participent, réparties en 10 groupes de 4 équipes. Le Pays de Galles ne participe pas aux qualifications car c'est lui qui va accueillir la phase finale du championnat d’Europe des moins de 19 ans 2013. Les deux premiers de chaque groupe ainsi que le meilleur troisième sont qualifiés pour le deuxième tour de qualification avec la France, l'Angleterre et l'Allemagne.
L'équipe organisatrice est indiquée en italique.

#### Groupe 1
| Rang | Équipe   | Pts | J | G | N | P | Bp | Bc | Diff |  | Résultats (▼ dom., ► ext.) |  |     |      |      |
| ---- | -------- | --- | - | - | - | - | -- | -- | ---- |  | -------------------------- |  | --- | ---- | ---- |
| 1    | Irlande  | 9   | 3 | 3 | 0 | 0 | 17 | 2  | +15  |  | Irlande                    |  | 3-2 | 3-0  | 11-0 |
| 2    | Serbie   | 6   | 3 | 2 | 0 | 1 | 27 | 3  | +24  |  | Serbie                     |  |     | 10-0 | 15-0 |
| 3    | Chypre   | 3   | 3 | 1 | 0 | 2 | 1  | 13 | -12  |  | Chypre                     |  |     |      | 1-0  |
| 4    | Lettonie | 0   | 3 | 0 | 0 | 3 | 0  | 27 | -27  |  | Lettonie                   |  |     |      |      |

#### Groupe 2
| Rang | Équipe     | Pts | J | G | N | P | Bp | Bc | Diff |  | Résultats (▼ dom., ► ext.) |  |     |     |     |
| ---- | ---------- | --- | - | - | - | - | -- | -- | ---- |  | -------------------------- |  | --- | --- | --- |
| 1    | Italie     | 7   | 3 | 2 | 1 | 0 | 10 | 1  | +9   |  | Italie                     |  | 3-0 | 1-1 | 6-0 |
| 2    | Autriche   | 6   | 3 | 2 | 0 | 1 | 7  | 4  | +3   |  | Autriche                   |  |     | 2-1 | 5-0 |
| 3    | Grèce      | 4   | 3 | 1 | 1 | 1 | 5  | 3  | +2   |  | Grèce                      |  |     |     | 3-0 |
| 4    | Kazakhstan | 0   | 3 | 0 | 0 | 3 | 0  | 14 | -14  |  | Kazakhstan                 |  |     |     |     |

#### Groupe 3
| Rang | Équipe     | Pts | J | G | N | P | Bp | Bc | Diff |  | Résultats (▼ dom., ► ext.) |  |     |     |      |
| ---- | ---------- | --- | - | - | - | - | -- | -- | ---- |  | -------------------------- |  | --- | --- | ---- |
| 1    | Ukraine    | 7   | 3 | 2 | 1 | 0 | 12 | 1  | +11  |  | Ukraine                    |  | 0-0 | 2-1 | 10-0 |
| 2    | Belgique   | 7   | 3 | 2 | 1 | 0 | 5  | 0  | +5   |  | Belgique                   |  |     | 1-0 | 4-0  |
| 3    | Croatie    | 3   | 3 | 1 | 0 | 5 | 4  | 13 | -9   |  | Croatie                    |  |     |     | 4-1  |
| 4    | Îles Féroé | 0   | 3 | 0 | 0 | 3 | 1  | 18 | -17  |  | Îles Féroé                 |  |     |     |      |

#### Groupe 4
| Rang | Équipe          | Pts | J | G | N | P | Bp | Bc | Diff |  | Résultats (▼ dom., ► ext.) |  |     |     |     |
| ---- | --------------- | --- | - | - | - | - | -- | -- | ---- |  | -------------------------- |  | --- | --- | --- |
| 1    | Irlande du Nord | 9   | 3 | 3 | 0 | 0 | 9  | 2  | +7   |  | Irlande du Nord            |  | 3-2 | 2-0 | 4-0 |
| 2    | Hongrie         | 6   | 3 | 2 | 0 | 1 | 8  | 5  | +3   |  | Hongrie                    |  |     | 3-2 | 3-0 |
| 3    | Pologne         | 3   | 3 | 1 | 0 | 2 | 11 | 5  | +6   |  | Pologne                    |  |     |     | 9-0 |
| 4    | Lituanie        | 0   | 3 | 0 | 0 | 3 | 0  | 16 | -16  |  | Lituanie                   |  |     |     |     |

#### Groupe 5
| Rang | Équipe      | Pts | J | G | N | P | Bp | Bc | Diff |  | Résultats (▼ dom., ► ext.) |  |     |     |     |
| ---- | ----------- | --- | - | - | - | - | -- | -- | ---- |  | -------------------------- |  | --- | --- | --- |
| 1    | Norvège     | 9   | 3 | 3 | 0 | 0 | 5  | 1  | +4   |  | Norvège                    |  | 1-0 | 2-0 | 2-1 |
| 2    | Écosse      | 6   | 3 | 2 | 0 | 1 | 10 | 1  | +9   |  | Écosse                     |  |     | 2-0 | 8-0 |
| 3    | Turquie     | 3   | 3 | 1 | 0 | 2 | 2  | 4  | -2   |  | Turquie                    |  |     |     | 2-0 |
| 4    | Biélorussie | 0   | 3 | 0 | 0 | 3 | 1  | 12 | -11  |  | Biélorussie                |  |     |     |     |

#### Groupe 6
| Rang | Équipe    | Pts | J | G | N | P | Bp | Bc | Diff |  | Résultats (▼ dom., ► ext.) |  |     |     |      |
| ---- | --------- | --- | - | - | - | - | -- | -- | ---- |  | -------------------------- |  | --- | --- | ---- |
| 1    | Danemark  | 9   | 3 | 3 | 0 | 0 | 19 | 1  | +18  |  | Danemark                   |  | 3-1 | 5-0 | 11-0 |
| 2    | Islande   | 6   | 3 | 2 | 0 | 1 | 10 | 3  | +7   |  | Islande                    |  |     | 4-0 | 5-0  |
| 3    | Slovaquie | 1   | 3 | 0 | 1 | 2 | 1  | 10 | -9   |  | Slovaquie                  |  |     |     | 1-1  |
| 4    | Moldavie  | 1   | 3 | 0 | 1 | 2 | 1  | 17 | -16  |  | Moldavie                   |  |     |     |      |

#### Groupe 7
| Rang | Équipe   | Pts | J | G | N | P | Bp | Bc | Diff |  | Résultats (▼ dom., ► ext.) |  |     |     |      |
| ---- | -------- | --- | - | - | - | - | -- | -- | ---- |  | -------------------------- |  | --- | --- | ---- |
| 1    | Finlande | 9   | 3 | 3 | 0 | 0 | 19 | 1  | +18  |  | Finlande                   |  | 2-1 | 6-0 | 11-0 |
| 2    | Espagne  | 6   | 3 | 2 | 0 | 1 | 24 | 2  | +22  |  | Espagne                    |  |     | 7-0 | 16-0 |
| 3    | Bulgarie | 3   | 3 | 1 | 0 | 2 | 3  | 14 | -11  |  | Bulgarie                   |  |     |     | 3-1  |
| 4    | Estonie  | 0   | 3 | 0 | 0 | 3 | 1  | 30 | -29  |  | Estonie                    |  |     |     |      |

#### Groupe 8
| Rang | Équipe             | Pts | J | G | N | P | Bp | Bc | Diff |  | Résultats (▼ dom., ► ext.) |  |     |     |     |
| ---- | ------------------ | --- | - | - | - | - | -- | -- | ---- |  | -------------------------- |  | --- | --- | --- |
| 1    | Tchéquie           | 7   | 3 | 2 | 1 | 0 | 17 | 3  | +14  |  | Tchéquie                   |  | 2-2 | 6-1 | 9-0 |
| 2    | Portugal           | 7   | 3 | 2 | 1 | 0 | 5  | 3  | +2   |  | Portugal                   |  |     | 1-0 | 2-1 |
| 3    | Bosnie-Herzégovine | 3   | 3 | 1 | 0 | 2 | 3  | 7  | -4   |  | Bosnie-Herzégovine         |  |     |     | 2-0 |
| 4    | Macédoine du Nord  | 0   | 3 | 0 | 0 | 3 | 1  | 13 | -12  |  | Macédoine du Nord          |  |     |     |     |

#### Groupe 9
| Rang | Équipe      | Pts | J | G | N | P | Bp | Bc | Diff |  | Résultats (▼ dom., ► ext.) |  |     |     |      |
| ---- | ----------- | --- | - | - | - | - | -- | -- | ---- |  | -------------------------- |  | --- | --- | ---- |
| 1    | Suède       | 7   | 3 | 2 | 1 | 0 | 16 | 0  | +16  |  | Suède                      |  | 0-0 | 6-0 | 10-0 |
| 2    | Russie      | 5   | 3 | 1 | 2 | 0 | 6  | 1  | +5   |  | Russie                     |  |     | 1-1 | 5-0  |
| 3    | Slovénie    | 4   | 3 | 1 | 1 | 1 | 7  | 7  | 0    |  | Slovénie                   |  |     |     | 6-0  |
| 4    | Azerbaïdjan | 0   | 3 | 0 | 0 | 3 | 0  | 21 | -21  |  | Azerbaïdjan                |  |     |     |      |

#### Groupe 10
| Rang | Équipe   | Pts | J | G | N | P | Bp | Bc | Diff |  | Résultats (▼ dom., ► ext.) |  |     |     |     |
| ---- | -------- | --- | - | - | - | - | -- | -- | ---- |  | -------------------------- |  | --- | --- | --- |
| 1    | Suisse   | 9   | 3 | 3 | 0 | 0 | 11 | 2  | +9   |  | Suisse                     |  | 5-2 | 1-0 | 5-0 |
| 2    | Pays-Bas | 6   | 3 | 2 | 0 | 1 | 8  | 6  | +2   |  | Pays-Bas                   |  |     | 4-1 | 2-0 |
| 3    | Roumanie | 3   | 3 | 1 | 0 | 2 | 3  | 5  | -2   |  | Roumanie                   |  |     |     | 2-0 |
| 4    | Israël   | 0   | 3 | 0 | 0 | 3 | 0  | 9  | -9   |  | Israël                     |  |     |     |     |

### Deuxième tour
Les équipes de France, d'Allemagne et d'Angleterre sont déjà qualifiées pour le deuxième tour des qualifications grâce à leur coefficient UEFA.
Les matchs ont eu lieu les 4, 6 et 9 avril 2013.
Le vainqueur de chaque groupe et le meilleur deuxième (les critères sont les résultats face au premier et au troisième du groupe) rejoignent le pays hôte, le Pays de Galles, en phase finale.
L'équipe organisatrice est indiquée en italique.

#### Groupe 1
| Rang | Équipe   | Pts | J | G | N | P | Bp | Bc | Diff |  | Résultats (▼ dom., ► ext.) |  |     |     |     |
| ---- | -------- | --- | - | - | - | - | -- | -- | ---- |  | -------------------------- |  | --- | --- | --- |
| 1    | Suède    | 7   | 3 | 2 | 1 | 0 | 5  | 2  | +3   |  | Suède                      |  | 2-0 | 1-0 | 2-2 |
| 2    | Irlande  | 6   | 3 | 2 | 0 | 1 | 3  | 3  | 0    |  | Irlande                    |  |     | 2-1 | 1-0 |
| 3    | Pays-Bas | 3   | 3 | 1 | 0 | 2 | 3  | 3  | 0    |  | Pays-Bas                   |  |     |     | 2-0 |
| 4    | Italie   | 1   | 3 | 0 | 1 | 2 | 2  | 5  | -3   |  | Italie                     |  |     |     |     |

#### Groupe 2
| Rang | Équipe   | Pts | J | G | N | P | Bp | Bc | Diff |  | Résultats (▼ dom., ► ext.) |  |     |     |     |
| ---- | -------- | --- | - | - | - | - | -- | -- | ---- |  | -------------------------- |  | --- | --- | --- |
| 1    | France   | 9   | 3 | 3 | 0 | 0 | 11 | 1  | +10  |  | France                     |  | 2-0 | 3-0 | 6-1 |
| 2    | Belgique | 6   | 3 | 2 | 0 | 1 | 3  | 2  | +1   |  | Belgique                   |  |     | 2-0 | 1-0 |
| 3    | Suisse   | 3   | 3 | 1 | 0 | 2 | 4  | 5  | -1   |  | Suisse                     |  |     |     | 4-0 |
| 4    | Russie   | 0   | 3 | 0 | 0 | 3 | 1  | 11 | -10  |  | Russie                     |  |     |     |     |

#### Groupe 3
| Rang | Équipe   | Pts | J | G | N | P | Bp | Bc | Diff |  | Résultats (▼ dom., ► ext.) |  |     |     |     |
| ---- | -------- | --- | - | - | - | - | -- | -- | ---- |  | -------------------------- |  | --- | --- | --- |
| 1    | Danemark | 9   | 3 | 3 | 0 | 0 | 6  | 1  | +5   |  | Danemark                   |  | 1-0 | 3-0 | 2-1 |
| 2    | Écosse   | 6   | 3 | 2 | 0 | 1 | 8  | 3  | +5   |  | Écosse                     |  |     | 4-2 | 4-0 |
| 3    | Ukraine  | 1   | 3 | 0 | 1 | 2 | 2  | 7  | -5   |  | Autriche                   |  |     |     | 0-0 |
| 4    | Autriche | 1   | 3 | 0 | 1 | 2 | 1  | 6  | -5   |  | Ukraine                    |  |     |     |     |

#### Groupe 4
| Rang | Équipe     | Pts | J | G | N | P | Bp | Bc | Diff |  | Résultats (▼ dom., ► ext.) |  |     |     |     |
| ---- | ---------- | --- | - | - | - | - | -- | -- | ---- |  | -------------------------- |  | --- | --- | --- |
| 1    | Angleterre | 6   | 3 | 2 | 0 | 1 | 10 | 5  | +5   |  | Angleterre                 |  | 3-0 | 3-0 | 4-5 |
| 2    | Norvège    | 6   | 3 | 2 | 0 | 1 | 12 | 5  | +7   |  | Norvège                    |  |     | 7-0 | 5-2 |
| 3    | Hongrie    | 3   | 3 | 1 | 0 | 2 | 4  | 13 | -9   |  | Hongrie                    |  |     |     | 4-3 |
| 4    | Serbie     | 3   | 3 | 1 | 0 | 2 | 10 | 13 | -3   |  | Serbie                     |  |     |     |     |

#### Groupe 5
| Rang | Équipe          | Pts | J | G | N | P | Bp | Bc | Diff |  | Résultats (▼ dom., ► ext.) |  |     |     |     |
| ---- | --------------- | --- | - | - | - | - | -- | -- | ---- |  | -------------------------- |  | --- | --- | --- |
| 1    | Finlande        | 9   | 3 | 3 | 0 | 0 | 8  | 1  | +7   |  | Finlande                   |  | 1-0 | 2-1 | 5-0 |
| 2    | Islande         | 4   | 3 | 1 | 1 | 1 | 2  | 2  | 0    |  | Islande                    |  |     | 1-0 | 1-1 |
| 3    | Portugal        | 3   | 3 | 1 | 0 | 2 | 3  | 3  | 0    |  | Portugal                   |  |     |     | 2-0 |
| 4    | Irlande du Nord | 1   | 3 | 0 | 1 | 2 | 1  | 8  | -7   |  | Irlande du Nord            |  |     |     |     |

#### Groupe 6
| Rang | Équipe    | Pts | J | G | N | P | Bp | Bc | Diff |  | Résultats (▼ dom., ► ext.) |  |     |     |     |
| ---- | --------- | --- | - | - | - | - | -- | -- | ---- |  | -------------------------- |  | --- | --- | --- |
| 1    | Allemagne | 9   | 3 | 3 | 0 | 0 | 16 | 1  | +15  |  | Allemagne                  |  | 5-0 | 2-1 | 9-0 |
| 2    | Tchéquie  | 3   | 3 | 1 | 0 | 2 | 3  | 7  | -4   |  | Tchéquie                   |  |     | 1-2 | 2-0 |
| 3    | Espagne   | 3   | 3 | 1 | 0 | 2 | 5  | 6  | -1   |  | Espagne                    |  |     |     | 2-3 |
| 4    | Grèce     | 3   | 3 | 1 | 0 | 2 | 3  | 13 | -10  |  | Grèce                      |  |     |     |     |

## Phase Finale

### Premier tour
L'équipe du Pays de Galles est qualifiée d'office, étant le pays hôte de la compétition. À l'issue des tours de qualification, elle est rejointe par :
- Suède
- France
- Danemark
- Angleterre
- Norvège
- Finlande
- Allemagne.

La phase finale de la compétition se déroule entre le 19 et le 31 août 2013.
Les équipes seront réparties en deux groupes de quatre. Les deux premiers de chaque groupe se qualifient pour les demi-finales.

#### Groupe A
| Rang | Équipe         | Pts | J | G | N | P | Bp | Bc | Diff |
| ---- | -------------- | --- | - | - | - | - | -- | -- | ---- |
| 1    | Angleterre     | 7   | 3 | 2 | 1 | 0 | 6  | 0  | +6   |
| 2    | France         | 7   | 3 | 2 | 1 | 0 | 6  | 1  | +5   |
| 3    | Danemark       | 3   | 3 | 1 | 0 | 2 | 2  | 6  | -4   |
| 4    | Pays de Galles | 0   | 3 | 0 | 0 | 3 | 0  | 7  | -7   |

| Match | Date         | Lieu          | Équipe 1       | Résultat | Équipe 2       |
| ----- | ------------ | ------------- | -------------- | -------- | -------------- |
| 1     | 19 août 2013 | Llanelli      | Pays de Galles | 0 – 1    | Danemark       |
| 4     | 19 août 2013 | Llanelli      | Angleterre     | 0 – 0    | France         |
| 5     | 22 août 2013 | Carmarthen    | Pays de Galles | 0 – 3    | Angleterre     |
| 8     | 22 août 2013 | Llanelli      | Danemark       | 1 – 3    | France         |
| 9     | 25 août 2013 | Haverfordwest | France         | 3 – 0    | Pays de Galles |
| 10    | 25 août 2013 | Llanelli      | Danemark       | 0 – 3    | Angleterre     |

#### Groupe B
| Rang | Équipe    | Pts | J | G | N | P | Bp | Bc | Diff |
| ---- | --------- | --- | - | - | - | - | -- | -- | ---- |
| 1    | Allemagne | 7   | 3 | 2 | 1 | 0 | 8  | 1  | +7   |
| 2    | Finlande  | 5   | 3 | 1 | 2 | 0 | 3  | 2  | +1   |
| 3    | Norvège   | 3   | 3 | 1 | 0 | 2 | 5  | 6  | -1   |
| 4    | Suède     | 1   | 3 | 0 | 1 | 2 | 1  | 8  | -7   |

| Match | Date         | Lieu          | Équipe 1  | Résultat | Équipe 2  |
| ----- | ------------ | ------------- | --------- | -------- | --------- |
| 2     | 19 août 2013 | Llanelli      | Suède     | 1 – 1    | Finlande  |
| 3     | 19 août 2013 | Llanelli      | Allemagne | 5 – 0    | Norvège   |
| 6     | 22 août 2013 | Haverfordwest | Suède     | 0 – 2    | Allemagne |
| 7     | 22 août 2013 | Carmarthen    | Finlande  | 1 – 0    | Norvège   |
| 11    | 25 août 2013 | Llanelli      | Norvège   | 5 – 0    | Suède     |
| 12    | 25 août 2013 | Carmarthen    | Finlande  | 1 – 1    | Allemagne |

### Tableau final
|  | Demi-finales        | Demi-finales      |        |      | Finale            | Finale            |
|  | Demi-finales        | Demi-finales      |        |      | Finale            | Finale            |
|  |                     |                   |        |      |                   |                   |
|  | 28 août, Llanelli   | 28 août, Llanelli |        |      | 31 août, Llanelli | 31 août, Llanelli |
|  | 28 août, Llanelli   | 28 août, Llanelli |        |      | 31 août, Llanelli | 31 août, Llanelli |
|  | Allemagne           | 1                 |        |      | 31 août, Llanelli | 31 août, Llanelli |
|  | Allemagne           | 1                 |        |      | 31 août, Llanelli | 31 août, Llanelli |
|  | France              | 2                 |        |      | 31 août, Llanelli | 31 août, Llanelli |
|  | France              | 2                 | France | 2 ap |                   |                   |
|  | 28 août, Carmarthen |                   | France | 2 ap |                   |                   |
|  |                     | Angleterre        | 0      |      |                   |                   |
|  | Angleterre          | Angleterre        | 0      | 4    |                   |                   |
|  | Angleterre          |                   |        | 4    |                   |                   |
|  | Finlande            | 0                 |        |      |                   |                   |
|  | Finlande            | 0                 |        |      |                   |                   |

#### Demi-finales
| 28 août 2013 | Allemagne           | 1 – 2   | France        | Parc y Scarlets, Llanelli |                           |
| 12 h 30      | Bremer 90+3e (pen.) | (0 – 0) | Diani 62e 64e | Arbitrage : Olga Zadinová | Arbitrage : Olga Zadinová |

| 28 août 2013 | Angleterre                                         | 4 – 0   | Finlande | Richmond Park, Carmarthen     |                               |
| 19 h 00      | Mead 15e 40e · Williams 34e (pen.) · Sigsworth 66e | (3 – 0) |          | Arbitrage : Eleni Lampadariou | Arbitrage : Eleni Lampadariou |

#### Finale
| 31 août 2013 | France                    | 2 – 0 ap | Angleterre | Parc y Scarlets, Llanelli    |                              |
| 15 h 00      | Toletti 95e · Diallo 114e | (0 – 0)  |            | Arbitrage : Monika Mularczyk | Arbitrage : Monika Mularczyk |